# Bombardeo y combate de Pisagua
El Bombardeo y combate de Pisagua, fue un hecho de armas que tuvo lugar el 18 de abril de 1879, en el marco de las operaciones navales desarrolladas durante la Guerra del Pacífico. En el mismo se produjeron las primeras víctimas civiles de la guerra.

## Antecedentes
El 5 de abril de 1879 Chile declara la guerra al Perú iniciando sus fuerzas navales operaciones sobre las costas peruanas y destruyendo los desguarnecidos muelles guaneros y elementos de carguío de Pica y Huanillos los días 15 y 16 de abril. El 17 de abril la corbeta Chacabuco cortó el cable telegráfico a Iquique y el 18 se presentó sobre el puerto de Pisagua siendo seguida por el blindado Blanco Encalada, pretendiendo la corbeta chilena primera repetir las operaciones anteriores sin previa intimación a las autoridades del puerto para lo cual largó dos botes con 60 marinos. Como comandante militar de Pisagua se encontraba el capitán de fragata José Becerra, quien mandaba a la guarnición compuesta por 300 soldados del batallón Ayacucho, desembarcados el 7 de abril por el transporte Chalaco proveniente del Callao.  

## El combate
Tan pronto como las fuerzas peruanas avistaron las lanchas chilenas que se dirigían a tierra, abrieron fuego de rifle sobre ellas, el cual no obstante ser contestado inmediatamente por sus tripulantes, les causó bajas y las obligó a replegarse de regreso a sus buques. Acto seguido el almirante Williams Rebolledo ordenó abrir fuego con la artillería naval sobre las tropas peruanas atrincheradas ocasionando el incendio de la población y numerosos muertos entre la población civil. Un segundo intento de acercamiento de las lanchas chilenas fue nuevamente rechazado, reanudándose el bombardeo hasta que la 1 de la tarde, momento en que los buques chilenos se retiraron dejando el puerto envuelto en llamas.

## Consecuencias
A consecuencia del bombardeo e incendio suscitado, el puerto de Pisagua fue casi completamente destruido, desgracia que el contralmirante Williams Rebolledo atribuyó en su parte oficial, "a la situación que ocupaban las tropas enemigas sobre que se hacían los disparos, los que al rebotar y desviarse dañaron algunas de las construcciones inmediatas (...) resultando de esto la casi completa conflagración de los principales barrios de la población.", mientras que según informó el diario estadounidense Chicago Tribune, de acuerdo a un cable remitido por un oficial del buque estadounidense Cosmo presente en Pisagua, se trató de un hecho deliberado en el que incluso fue bombardeado e incendiado el consulado británico en el cual se habían asilado gran número de mujeres y niños, debiendo tomar refugio en el Cosmo el agente consular Mr. Jeffrey, su mujer y sus hijos.
Según telegrama del comandante de la Chacabuco, Oscar Viel y Toro, el buque a su mando tuvo 1 muerto y 6 heridos, resultando el combate en el incendio de la población y "supongo muchos muertos", mientras que el comandante de puerto Becerra, al momento de redactar su parte a la Comandancia General de Marina informó tener conocimiento de 5 soldados y varios individuos del pueblo heridos, habiendo muerto 4 civiles entre ellos un niño, según otras fuentes el número de muertos peruanos fue de 8 y 6 los heridos, entre los primeros 5 mujeres y 2 niños.